# Гослар (район)
Гослар (нім. Goslar) — район у Німеччині, у складі федеральної землі Нижня Саксонія. Адміністративний центр — місто Гослар.

## Населення
Населення району становить 134 050 осіб (станом на 31 грудня 2021).

## Адміністративний поділ
Район складається з 6 міст, однієї самостійної громади (нім. Einheitsgemeinde) та 3 громад, об'єднаних в об'єднання громад (нім. Samtgemeinde).
Дані про населення наведені станом на 31 грудня 2021.
| 1. Бад-Гарцбург (місто) (21754) 2. Браунлаге (місто) (5658) 3. Гослар (місто) (50010) 4. Зезен (місто) (19125) | 1. Клаусталь-Целлерфельд (місто) (14804) 2. Лангельсгайм (місто) (Невірний параметр metadata 03153007) 3. Лібенбург (7709) |

Об'єднання громад:

Зірочкою (*) позначений центр об'єднання громад.
| - Луттер-ам-Баренберге (Невірний параметр metadata 031535401) 1. Вальмоден (Невірний параметр metadata 03153014) 2. Гагаузен (Невірний параметр metadata 03153006) 3. Луттер-ам-Баренберге * (Невірний параметр metadata 03153009) |